# Domagoj Dukec
Domagoj Dukec (* 14. Juni 1975 in Frankfurt am Main) ist ein kroatisch-deutscher Automobildesigner und seit Oktober 2024 Direktor für Design beim Autohersteller  Rolls-Royce.

## Bildung
Nach dem Abitur am Gymnasium Altkönigschule in Kronberg im Taunus studierte Dukec Transportation Design an der Fachhochschule für Gestaltung in Pforzheim.

## Berufliche Laufbahn
Nach dem Abschluss seines Studiums im Jahr 1999 arbeitete Dukec zunächst für die VW Group in Barcelona als Exterieur Designer, bevor er im Jahr 2001 zum französischen Automobilhersteller PSA nach Paris wechselte. Dort war er zunächst als Senior Exterieur Designer für die Marke Citroën verantwortlich und später als deren Exterieur Design Supervisor.
Im Jahr 2010 begann Dukec für BMW in München zu arbeiten, zunächst als Exterieur Designer, später als Leiter Exterieur Design und Leiter des Designstudio BMW M und BMW i. Von April 2019 bis Oktober 2024 war Dukec Leiter Design für die Marke BMW. Im Oktober 2024 wechselte er konzernintern als Direktor Design zu Rolls-Royce Motor Cars.